# ゲルハルト・フライ
ゲルハルト・フライ（Gerhard Frey, 1944年6月1日 - ）は、数論の研究で知られているドイツの数学者である。フライ曲線はフェルマーの最終定理を解決する有力な手がかりとなった。

## 経歴
テュービンゲン大学で数学と物理学を専攻し、1967年に卒業した。1970年にハイデルベルク大学で博士号を取得し、1973年に大学教授資格 (Habilitation) を得た。1969年から1973年はハイデルベルク大学の講師で、1973年から1975年はエアランゲン大学教授、1975年から1990年はザールブリュッケン大学教授だった。現在はデュースブルク＝エッセン大学実験数学研究所の数論の教授である。
彼の研究領域は、数論と代数幾何学の符号化理論および暗号論への適用である。彼はオハイオ州立大学、ハーバード大学、カリフォルニア大学バークレー校、MSRI, ヘブライ大学、リオデジャネイロのIMPAを含むいくつかの大学や研究機関にいる科学者を訪問した。
フライは『Manuscripta Mathematica』の共同制作者だった。1996年にフェルマーの最終定理に関する研究でガウス・メダルを受賞した。1998年以降はゲッティンゲン科学アカデミーの会員である。